# Piloderma
Piloderma Jülich (włososkórka) – rodzaj grzybów z rodziny błonkowatych (Atheliaceae). W Polsce występują dwa gatunki.

## Charakterystyka
Grzyby kortycjoidalne o bazydiokarpie rozpostartym, rozproszonym, luźno przyrosśniętym, cienkim. Hymenofor gładki do poroidalnego, brzeg nieokreślony, często strzępiasty. System strzępkowy monomityczny, strzępki z prostymi przegrodami, cienkościenne, w subikulum luźno splecione, gładkie lub inkrustowane. Cystyd brak. Podstawki maczugowate z 2 lub 4 sterygmami, bez sprzążki u podstawy. Bazydiospory elipsoidalne do kulistych, gładkie, lekko grubościenne, nieamyloidalne.
Piloderma jest morfologicznie blisko spokrewniona z rodzajem Athelia, który ma podobną strukturę owocnika, ale odróżnia się grubościennymi bazydiosporami. Analiza filogenetyczna potwierdza tę zależność. Donoszono, że gatunki Piloderma są ektomykoryzowe, podobnie jak inne gatunki z rodzajów Amphinema, Tylospora.

## Systematyka i nazewnictwo
Pozycja w klasyfikacji według Index Fungorum: Atheliaceae, Atheliales, Agaricomycetidae, Agaricomycetes, Agaricomycotina, Basidiomycota, Fungi.
Polską nazwę zaproponował Władysław Wojewoda w 2003 r. Jest ona tłumaczeniem nazwy łacińskiej (pilus = włosek, derma = skóra).
Gatunki:
- Piloderma bicolor (Peck) Jülich 1969 – włososkórka dwubarwna
- Piloderma byssinum (P. Karst.) Jülich 1969 – włososkórka włóknista
- Piloderma lanatum (Jülich) J. Erikss. & Hjortstam 1981
- Piloderma lapillicola Jülich 1968
- Piloderma olivaceum (Parmasto) Hjortstam 1984
- Piloderma reticulatum (Parmasto) Jülich 1969
- Piloderma sphaerosporum Jülich 1972

Wykaz gatunków i nazwy naukowe na podstawie Index Fungorum. Nazwy polskie według Władysława Wojewody.